# Herb Alpert
Herbert "Herb" Alpert (Los Angeles, 31 maart 1935) is een Amerikaanse trompettist, arrangeur en producer die vooral in de jaren zestig zeer succesvol was. Hij was de leider van Herb Alpert & the Tijuana Brass.

## Biografie
Hij werd geboren als tweede van drie kinderen van een Russische vader en een Hongaarse moeder. Het was een muzikale familie; zijn vader speelde mandoline, zijn moeder viool en zijn oudere broer David was een getalenteerd drummer. Op zijn achtste verjaardag kreeg hij een trompet en na verloop van tijd musiceerden alle leden van de familie gezamenlijk.
Van 1956 tot 1971 was hij getrouwd met Sharon Mae Lubin, die hij al kende vanaf de middelbare school. Ze hebben een zoon Dore en een dochter Eden. In 1973 trouwde hij met Lani Hall, de leadzangeres van Brasil 66; zij hebben een dochter, Aria.
Vanaf 1959 nam hij, onder namen als Herbie Alpert Sextet, Herb B. Lou and the Legal Eagles en Dore Alpert, dertien singles op. Sommige daarvan bereikten de USA top 20, o.a. Wonderful World door Sam Cooke (later gecoverd door Herman's Hermits) en Baby Talk door Jan & Dean.
Samen met Jerry Moss richtte hij in 1961 de platenmaatschappij Carnival Records op. Op dit label zijn twee singles van Alpert uitgebracht, maar omdat er al een bedrijf met die naam bestond, werd de naam veranderd in A&M Records. Dit label zou zeer succesvol worden, met onder meer Sergio Mendes & Brasil 66, Joan Baez, The Flying Burrito Brothers, The Carpenters, Joe Jackson en Janet Jackson.
De eerste single op dit label The Lonely Bull, in de typische tijuanastijl, een easy-listeningvariant van de mariachistijl, was een groot succes. Alpert maakte daarvan gebruik om snel zijn eerste album met dezelfde titel op de markt te brengen. Voor dit album en de vele volgende werkte hij samen met een groep sessiemuzikanten uit Los Angeles, The Wrecking Crew.
In 1965 kwam het album Whipped Cream & Other Delights uit met enorm succes, Het was het nummer 1-album van dat jaar in de Verenigde Staten en versloeg daarmee onder anderen The Beatles, The Rolling Stones en Frank Sinatra. Het album staat bekend om zijn fameuze hoes waarop het lijkt of het model Dolores Erickson slechts gekleed is in slagroom (whipped cream). De ballade Lady Fingers van dit album is gecomponeerd door de Belgische jazzmuzikant Toots Thielemans. Ook de albums Going Places (1965) en What now my love (1966) eindigden hoog in de top 100-albumlijst van de Verenigde Staten. Van al deze albums bracht hij nummers als single uit, die in Nederland in het algemeen weinig succesvol werden. Uitzondering waren in 1967 A banda en This guy's in love with you. In 1968 verzorgde hij de titelsong van de alternatieve James Bondfilm Casino Royale.
Zijn enige nummer-1-hit in de USA in deze periode was in 1968 het door Burt Bacharach en Hal David geschreven This guy's in love with you, de eerste single waarop hij zong. Aanvankelijk zou dit niet als single uitkomen, maar na een tv-optreden was er zo'n enorme vraag naar, dat dit toch gebeurde.
Na vele jaren van succes kreeg Alpert in 1969 een persoonlijke crisis die vier jaar duurde. Daarna pakte hij het musiceren weer op. In 1979 bracht hij de single Rise uit en bereikte daarmee opnieuw de eerste plek in de USA top 100. Daardoor is hij tot nu toe  de enige artiest die zowel instrumentaal als vocaal een nummer-1-hit had in de Billboard Hot 100. In 1987 had hij nogmaals een grote hit (plaats 5 Billboard hot 100) met Diamonds, gezongen door Janet Jackson.
In totaal heeft hij 28 albums uitgebracht die in de Billboard 200 lijst gestaan hebben. Vijf daarvan bereikten een nummer-1-positie. Alpert heeft 14 platina albums en 15 gouden albums. Wereldwijd heeft hij 72 miljoen platen verkocht.
In 1989 verkocht Alpert samen met zijn A&M partner Jerry Moss hun A&M records aan PolyGram voor naar zeggen 500 miljoen dollar. Later kwam daar nog eens 200 miljoen dollar bij door afspraken met PolyGram.

## Prijzen
Voor zijn muzikale prestaties ontving hij vele beloningen: 1 Tony Award en 8 Grammy Awards, benevens een Grammy Lifetime Achievement Award. Hij heeft een ster in de Hollywood Walk of Fame (1977). In 2000 ontving hij een eredoctoraat van het Berklee College of Music. In 2006 werd hij opgenomen in de Rock & Roll Hall of Fame. In 2013 kreeg hij van president Barack Obama de National Medal of Arts. Hij ontving ook een Nederlandse prijs: op 9 november 1969 kreeg hij tijdens zijn eerste concert in Nederland een Edison uitgereikt voor zijn in 1968 uitgekomen Christmas Album.

## A Herb Alpert and the Tijuana Brass Double Feature
In 1966 wordt de korte animatiefilm A Herb Alpert and the Tijuana Brass Double Feature uitgebracht. Deze film wordt soms gezien als een van de eerste videoclips en won een Oscar voor beste korte animatiefilm.

## Discografie

### Albums
| Album met eventuele hitnotering(en) in de Nederlandse Album Top 100 | Datum van verschijnen | Datum van binnenkomst | Hoogste positie | Aantal weken | Opmerkingen                              |
| ------------------------------------------------------------------- | --------------------- | --------------------- | --------------- | ------------ | ---------------------------------------- |
| The lonely bull                                                     | 1962                  | -                     |                 |              | met the Tijuana Brass                    |
| Volume 2                                                            | 1963                  | -                     |                 |              | met the Tijuana Brass                    |
| South of the border                                                 | 1964                  | -                     |                 |              | met the Tijuana Brass                    |
| Whipped cream & other delights                                      | 1965                  | -                     |                 |              | met the Tijuana Brass                    |
| Going places                                                        | 1965                  | -                     |                 |              | met the Tijuana Brass                    |
| What now my love                                                    | 1966                  | -                     |                 |              | met the Tijuana Brass                    |
| S.R.O.                                                              | 1966                  | -                     |                 |              | met the Tijuana Brass                    |
| Sounds like...                                                      | 1967                  | -                     |                 |              | met the Tijuana Brass                    |
| Herb Alpert's ninth                                                 | 1967                  | -                     |                 |              | met the Tijuana Brass                    |
| The beat of the brass                                               | 1968                  | -                     |                 |              | met the Tijuana Brass                    |
| Christmas album                                                     | 1968                  | -                     |                 |              | met the Tijuana Brass                    |
| Warm                                                                | 1969                  | -                     |                 |              | met the Tijuana Brass                    |
| The brass are coming                                                | 1969                  | -                     |                 |              | met the Tijuana Brass                    |
| Greatest hits                                                       | 1970                  | 17 januari 1970       | 19              | 4            | met the Tijuana Brass / Verzamelalbum    |
| Summertime                                                          | 1971                  | -                     |                 |              | met the Tijuana Brass                    |
| Solid brass                                                         | 1972                  | -                     |                 |              | met the Tijuana Brass / Verzamelalbum    |
| Foursider                                                           | 1973                  | -                     |                 |              | met the Tijuana Brass / Verzamelalbum    |
| You smile - The song begins                                         | 1974                  | -                     |                 |              | met the Tijuana Brass                    |
| Coney island                                                        | 1975                  | -                     |                 |              | met the Tijuana Brass                    |
| Just you and me                                                     | 1976                  | -                     |                 |              |                                          |
| Greatest hits vol. 2                                                | 1977                  | -                     |                 |              | met the Tijuana Brass / Verzamelalbum    |
| Herb Alpert / Hugh Masekela                                         | 1978                  | -                     |                 |              | met Hugh Masekela                        |
| Main event live!                                                    | 1978                  | -                     |                 |              | met Hugh Masekela                        |
| Rise                                                                | 1979                  | -                     |                 |              |                                          |
| Beyond                                                              | 1980                  | -                     |                 |              |                                          |
| Magic man                                                           | 1981                  | -                     |                 |              |                                          |
| Fandango                                                            | 1982                  | -                     |                 |              |                                          |
| Blow your own horn                                                  | 1983                  | -                     |                 |              |                                          |
| Bullish                                                             | 1984                  | -                     |                 |              | met the Tijuana Brass                    |
| Latin festival                                                      | 1984                  | -                     |                 |              | Verzamelalbum / Nr. 7 in de TV LP Top 15 |
| Wild romance                                                        | 1985                  | -                     |                 |              |                                          |
| Keep your eye on me                                                 | 1987                  | 1987                  | 21              | 14           |                                          |
| Classics volume 1                                                   | 1987                  | -                     |                 |              |                                          |
| Under a Spanish moon                                                | 1988                  |                       |                 |              |                                          |
| My abstract heart                                                   | 1989                  | -                     |                 |              |                                          |
| North on south st.                                                  | 1991                  | -                     |                 |              |                                          |
| Midnight sun                                                        | 1992                  | -                     |                 |              |                                          |
| Second wind                                                         | 1996                  | -                     |                 |              |                                          |
| Passion dance                                                       | 1997                  | -                     |                 |              |                                          |
| Colors                                                              | 1999                  | -                     |                 |              |                                          |
| Definitive hits                                                     | 2001                  | -                     |                 |              |                                          |
| Lost treasures                                                      | 2005                  | -                     |                 |              | met the Tijuana Brass                    |
| Whipped cream & other delights rewhipped                            | 2006                  | -                     |                 |              | met the Tijuana Brass                    |
| Anything goes                                                       | 2009                  | -                     |                 |              | met Lani Hall                            |
| I feel you                                                          | 2011                  | -                     |                 |              | met Lani Hall                            |
| Steppin' out                                                        | 2013                  | -                     |                 |              |                                          |
| In the mood                                                         | 2014                  | -                     |                 |              |                                          |
| Come fly with me                                                    | 2015                  | -                     |                 |              |                                          |
| Human nature                                                        | 2016                  | -                     |                 |              |                                          |
| Music Volume 1                                                      | 2017                  | -                     |                 |              |                                          |
| The Christmas Wish                                                  | 2017                  | -                     |                 |              |                                          |
| Music Volume 3 Herb Alpert reimagines the Tijuana Brass             | 2018                  | -                     |                 |              |                                          |
| Over the rainbow                                                    | 2019                  | -                     |                 |              |                                          |
| Herb Alpert is... (boxset 63 songs)                                 | 2020                  | -                     |                 |              |                                          |
| Catch the wind                                                      | 2021                  | -                     |                 |              |                                          |
| Sunny Side Of The Street                                            | 2022                  | -                     |                 |              |                                          |
| Wish Upon A Star                                                    | 2023                  | -                     |                 |              |                                          |
| 50                                                                  | 2024                  | -                     |                 |              |                                          |

### Singles
| Single met eventuele hitnotering(en) in de Nederlandse Top 40 | Datum van verschijnen | Datum van binnenkomst | Hoogste positie | Aantal weken | Opmerkingen                                                  |
| ------------------------------------------------------------- | --------------------- | --------------------- | --------------- | ------------ | ------------------------------------------------------------ |
| A taste of honey                                              | 1965                  | 18 december 1965      | 38              | 1            | met The Tijuana Brass                                        |
| A taste of honey                                              | 1966                  | 22 januari 1966       | 33              | 3            | met The Tijuana Brass                                        |
| Tijuana taxi                                                  | 1966                  | 5 februari 1966       | 26              | 9            | met The Tijuana Brass                                        |
| A banda                                                       | 1967                  | 28 juni 1967          | 20              | 17           | met The Tijuana Brass                                        |
| Carmen                                                        | 1968                  | 24 februari 1968      | tip15           | -            | met The Tijuana Brass                                        |
| Carmen                                                        | 1968                  | 9 maart 1968          | tip11           | -            | met The Tijuana Brass                                        |
| Cabaret                                                       | 1968                  | 13 april 1968         | tip20           | -            | met The Tijuana Brass                                        |
| This guy's in love with you                                   | 1968                  | 29 juni 1968          | 11              | 9            |                                                              |
| Maltese melody                                                | 1969                  | 13 december 1969      | tip18           | -            | met The Tijuana Brass                                        |
| Keep your eye on me                                           | 1987                  | 11 april 1987         | 22              | 7            | Nr. 19 in de Single Top 100                                  |
| Diamonds                                                      | 1987                  | 6 juni 1987           | 4               | 11           | met Janet Jackson / Nr. 3 in de Single Top 100 / Alarmschijf |
| Making love in the rain                                       | 1987                  | -                     |                 |              | met Lisa Keith / Nr. 94 in de Single Top 100                 |

| Single met hitnotering(en) in de Vlaamse Ultratop 50 | Datum van verschijnen | Datum van binnenkomst | Hoogste positie | Aantal weken | Opmerkingen                                    |
| ---------------------------------------------------- | --------------------- | --------------------- | --------------- | ------------ | ---------------------------------------------- |
| Keep your eye on me                                  | 1987                  | -                     |                 |              | Nr. 12 in de Radio 2 Top 30                    |
| Diamonds                                             | 1987                  | -                     |                 |              | met Janet Jackson / Nr. 5 in de Radio 2 Top 30 |

### NPO Radio 2 Top 2000
| Nummers met noteringen in de NPO Radio 2 Top 2000 | '99  | '00  | '01 | '02 | '03 | '04  | '05  | '06  | '07 | '08  |
| ------------------------------------------------- | ---- | ---- | --- | --- | --- | ---- | ---- | ---- | --- | ---- |
| Bittersweet Samba                                 | -    | 1986 | -   | -   | -   | -    | -    | -    | -   | -    |
| This Guy's in Love with You                       | 1713 | 1913 | -   | 341 | -   | 1948 | 1763 | 1863 | -   | 1937 |

1. ↑  Een '-' betekent dat het nummer niet was genoteerd en een vetgedrukt getal geeft de hoogste notering van een nummer aan.
2. ↑  Deze tabel is bijgewerkt tot en met de laatste editie (2024).

- Bibsys: 99061545
- Biblioteca Nacional de España: XX828231
- Bibliothèque nationale de France: cb138907044 (data)
- CiNii: DA16756039
- Gemeinsame Normdatei: 123809827
- International Standard Name Identifier: 0000 0001 1494 4801
- Library of Congress Control Number: n91071762
- MusicBrainz: db76f244-049f-440e-be53-cc5f3c0cdfb6
- Nationale Bibliotheek van Tsjechië: ola2002113849
- Nationale bibliotheek van Australië: 35822567
- Nationale Bibliotheek van Israël: 987007411934405171
- Nationale Bibliotheek van Polen: a0000002739006
- Nationale en Universitaire bibliotheek Zagreb: 000648180
- Nederlandse Thesaurus van Auteursnamen: 071275479
- Réseau des bibliothèques de Suisse occidentale: 02-A018632107
- Istituto Centrale per il Catalogo Unico: UBOV509816
- SNAC: w6wf68s8
- Système universitaire de documentation: 158486676
- Union List of Artist Names: 500348520
- Virtual International Authority File: 84952468
- WorldCat: E39PBJrcg3xTQrQb9qVVcRrwmd